# Rezerwat przyrody Chmiel
Rezerwat przyrody Chmiel – leśny rezerwat przyrody w województwie lubelskim, w powiecie lubelskim, na terenie gminy Jabłonna.
- powierzchnia (według aktu powołującego) – 25,70 ha
- powierzchnia (dane nadesłane z nadleśnictwa) – 25,77 ha[3]
- rok utworzenia – 1983
- dokument powołujący – Zarządzenie Ministra Leśnictwa i Przemysłu Drzewnego z dnia 22 kwietnia 1983 roku w sprawie uznania za rezerwaty przyrody (MP nr 16, poz. 91).
- przedmiot ochrony (według aktu powołującego) – zachowanie fragmentów starego, naturalnego grądu, z licznymi pomnikowymi okazami dębu szypułkowego.

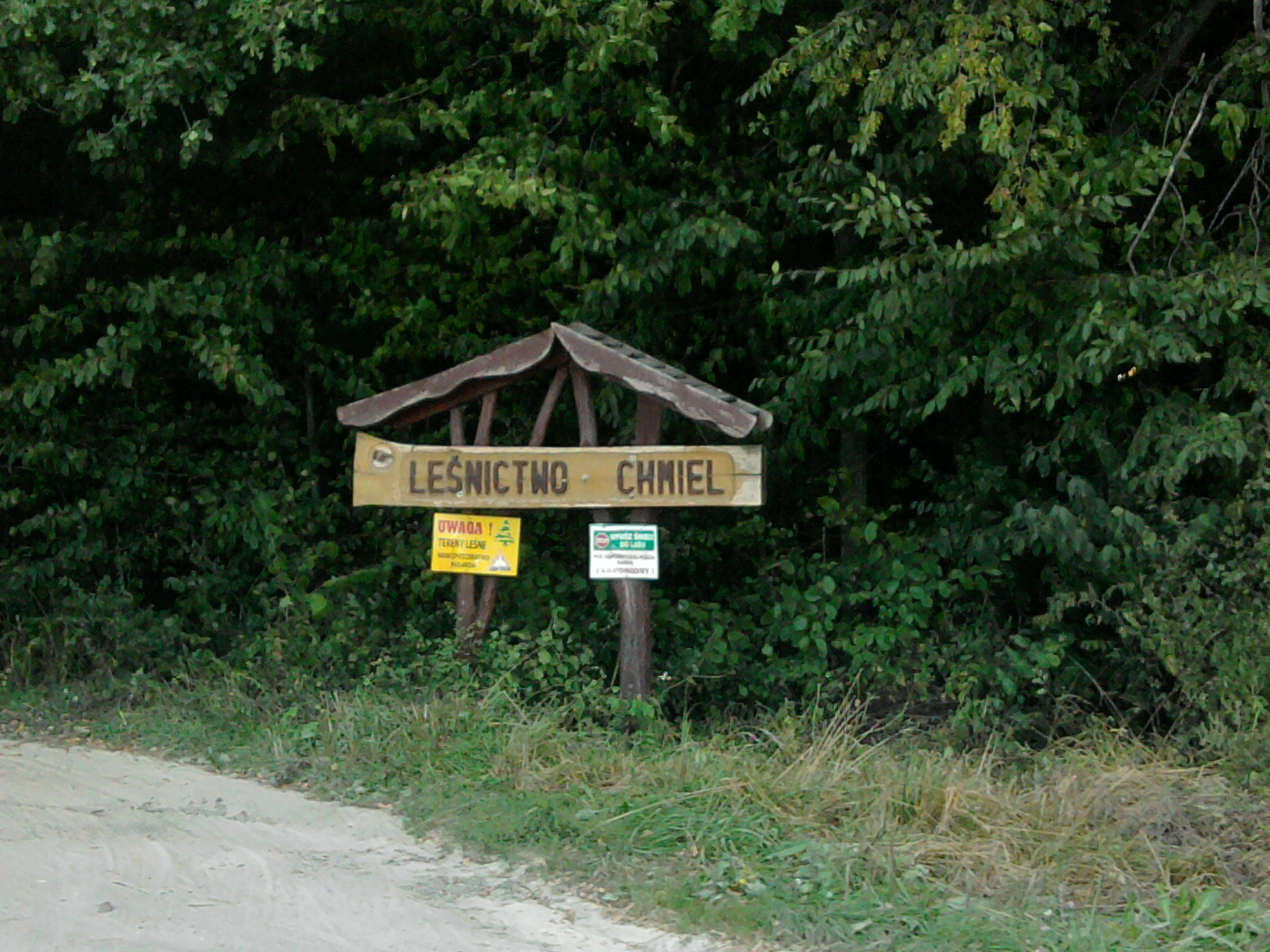
Leśnictwo Chmiel